# Kenkoku kinen no hi
Il Giorno della fondazione nazionale giapponese (in giapponese: 建国記念の日?, Kenkoku kinen no hi) è una ricorrenza nazionale del Giappone.
La ricorrenza nazionale si celebra ogni anno l'11 febbraio e commemora la fondazione della nazione nel 660 a.C. e della famiglia imperiale, grazie al suo leggendario primo imperatore Jinmu.

## Storia

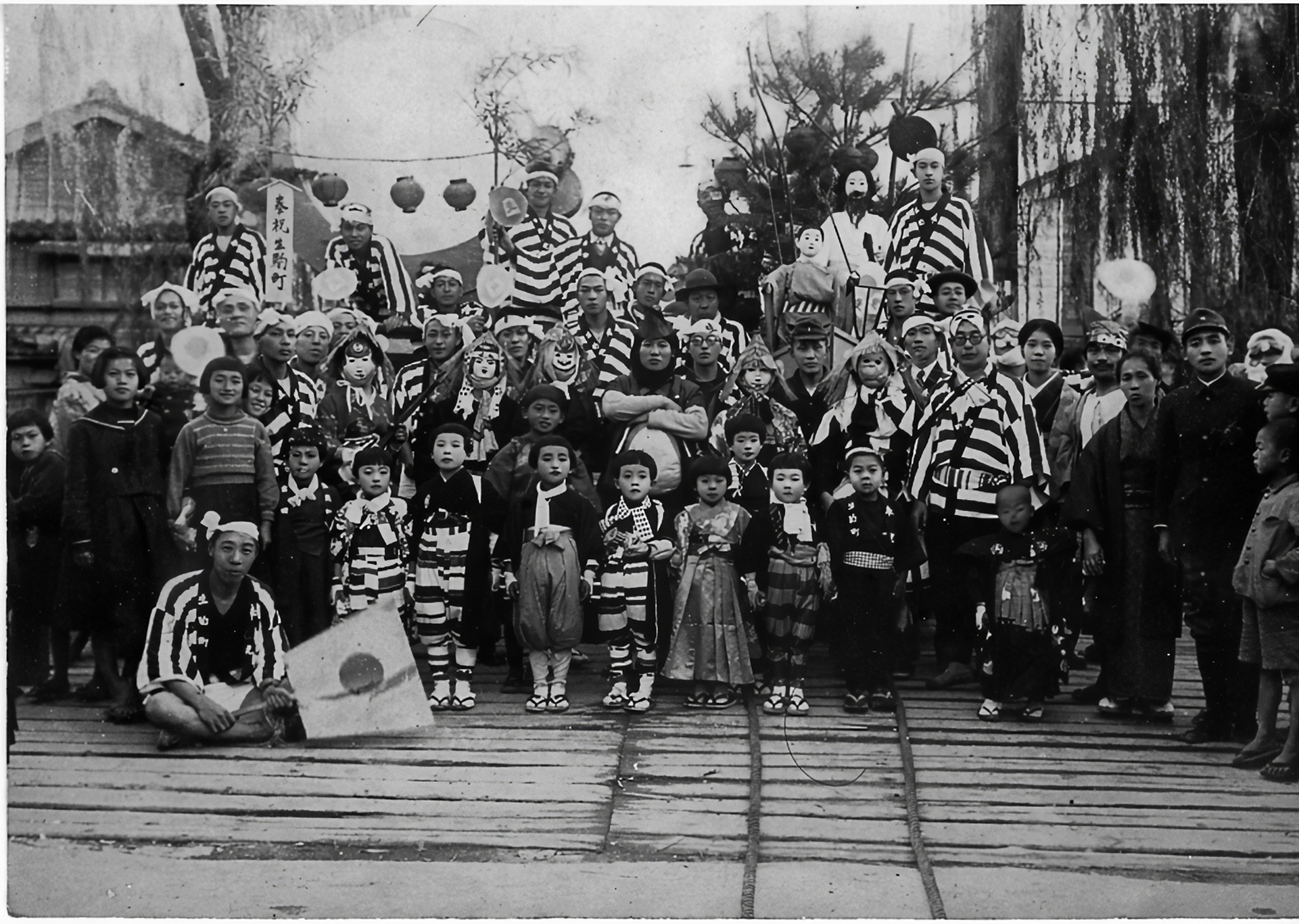
Celebrazione di Kigensetsu, prima del 1940.

La Giornata nazionale della fondazione non era una festività nazionale fino al 1873, quando il Giappone ha cambiato il calendario lunisolare per il calendario gregoriano. 
Originariamente la data è stata chiamata Kigensetsu (Giorno dell'impero). Si ritiene che l'imperatore Meiji abbia istituito la festa per valorizzare la legittimità della famiglia imperiale dopo l'abolizione dello shogunato Tokugawa.
La festività nazionale è considerata una delle quattro feste più importanti in Giappone. 
Anche se i riferimenti sono stati rimossi per l'imperatore, il Giorno della fondazione è un giorno dove il patriottismo e l'amor patrio sono valori rimarcati in questa importante ricorrenza nazionale.